# Сотиласместари
Сотила́сместари (фин. Sotilasmestari, сокр. sotmest) — воинское звание унтер-офицерского состава, используемое в Силах обороны Финляндии. Является высшим воинским званием среди унтер-офицеров.
В звание сотиласместари может быть произведён профессиональный военный, исполняющий должности уровня «мастера», прошедший обучение по программе «мастер унтер-офицеров» и обладающий большим опытом службы. Необходимым условием для производства является также хорошая физическая подготовка и пригодность к службе в полевых условиях.
До 1990-х годов сотиласместари в мирное время считался старше фендрика, однако впоследствии это различие было устранено, и Фендрик стал старше сотиласместари как в мирное, так и в военное время.
Знаком различия сотиласместари является один широкий угол и два более узких под ним. Сотиласместари высшее звание как для кадровых унтер-офицеров, так и для резервистов. Оно существовало и в старой системе офицеров специальной службы. В армейском жаргоне сотиласместари называют «генералом унтер-офицеров».
С введением в 1995 году понятия «военнослужащий по профессии» звание сотиласместари, ранее упразднённое, было восстановлено, и первый новый сотиласместари был назначен летом 2005 года.

К обязанностям сотиласместари относятся, в частности: работа в штабе части на должности офицера-делопроизводителя, служба старшим инструктором в военных учебных заведениях, а также должность начальника караула.

Знак различия пехоты на воротнике формы M/65 (персонал)
Знак различия ВВС на воротнике формы M/65 (персонал)
Нарукавный шеврон